# Контора (фильм)
«Контора» (англ. Head Office) — американский кинофильм 1986 года режиссёра Кена Финкльмана. Другое название фильма — «Глава кабинета».

## Сюжет
Фильм-сатира на гигантские корпорации. В крупную компанию устраивается Джек, сын сенатора и недавний выпускник престижного колледжа. Два его наставника, президент корпорации Скотт Дантли и главный вице-президент Боб Никсон, учат его подлости и шантажу, которые могут помочь ему продвинуться по карьерной лестнице. Вместе с ним борются за место под солнцем работник отдела кадров Макс и супервайзер Джейн. Чем выше поднимается Джек, тем большее отвращение он чувствует. Вскоре он начинает понимать, что своей блестящей карьерой он обязан своему отцу, связи которого могут помочь делам корпорации.

## В ролях
- Джадж Рейнхолд — Джек Иссел
- Лори-Нэн Энглер — Рэйчел Хелмс
- Эдди Альберт — Пит Хелмс
- Мерритт Батрик — Джон Хадсон
- Рон Фрейзер — Боб Никсон
- Ричард Мазур — Макс Лэндсбергер
- Рик Моранис — Говард Гросс
- Дон Новелло — Сэл
- Майкл О’Донохью — Скотт Дэнтли
- Уоллес Шон — Майк Хувер
- Брюс Вагнер — Эл Кеннеди
- Джейн Сеймур — Джейн Колдуэлл
- Дэнни Де Вито — Фрэнк Стедман